# Jean-Baptiste Fressoz
Pour les articles homonymes, voir Fressoz.
Jean-Baptiste Fressoz, né en 1977, est un historien des sciences, des techniques et de l'environnement français. Il a notamment étudié l'Anthropocène et la transition énergétique.

## Biographie
Jean-Baptiste Fressoz a commencé ses études supérieures par une classe préparatoire lettre et sciences sociales (filière B/L), à l'issue de laquelle il intègre l'École normale supérieure de Cachan (devenue entre-temps l'École normale supérieure Paris-Saclay).
Auteur d'une thèse en histoire à l'École des hautes études en sciences sociales (EHESS) et à l'Institut universitaire européen de Florence, sous la direction de Dominique Pestre, Jean-Baptiste Fressoz a été maître de conférences à l'Imperial College London.
Il est  professeur à l'Ecole National des Ponts et Chaussées, chargé de recherche au CNRS, membre statutaire du Centre de recherches historiques de l'EHESS. Ses recherches portent sur l'histoire environnementale, l'histoire des savoirs climatiques, l'Anthropocène  et la transition énergétique.
Il tient une chronique mensuelle dans Le Monde,.

## Publications
- L’Apocalypse joyeuse : une histoire du risque technologique, Paris, Éditions du Seuil, coll. « L’Univers historique », 2012, 320 p. (ISBN 9782021056983)
- Avec Christophe Bonneuil, L’Événement Anthropocène. La Terre, l'histoire et nous, Paris, Seuil, 2013, 320 p.Traductions anglaise, japonaise, italienne, portugaise.
- Avec Frédéric Graber, Fabien Locher, Grégory Quenet, Introduction à l'histoire environnementale, Paris, La Découverte, coll. « Repères », n° 640, 2014, 128 p. Traduction anglaise
- Avec Fabien Locher, Les Révoltes du ciel : une histoire du changement climatique XVe – XXe siècles, Paris, Seuil, 2020, 320 p.  (ISBN 9782021466911)[7]. Traductions anglaise et italienne.
- Sans transition : une nouvelle histoire de l’énergie, Paris, Éditions du Seuil, coll. « Essais Écocène », 2024, 416 p. (ISBN 9782021538557)[8]. Prix du livre d’écologie politique[9], prix du Sénat, prix Ecolobs. Traduction anglaise : More and More and More. An All Consuming history of energy, Penguin, 2024. Sélectionné parmi les "best  books 2024" par le Financial Times et par The Economist.

### Contributions à des ouvrages collectifs
- Collectif, Greenwashing : manuel pour dépolluer le débat public, Aurélien Berlan, Guillaume Carbou et Laure Teulières (dir.), Paris, Seuil, 2022, 256 p.  (ISBN 9782021492897)

### Autre
- Eugène Huzar, La Fin du monde par la science [1855], introduction de Jean-Baptiste Fressoz, postface de Bruno Latour, Alfortville, Éditions Ère, 2008, 160 p.

### Radio
- « Transition énergétique : aux sources d’une fausse promesse », France Culture, L'invité(e) des Matins de Guillaume Erner, le 5 janvier 2024

### Vidéo
- Conférence sur l'histoire de l'énergie